# Keri Hilson
Keri Lynn Hilson (Atlanta, Georgia, 5 december 1982) is een Amerikaanse R&B zangeres en songwriter. Ze maakt deel uit van een groep van schrijvers en producers die zichzelf The Clutch noemt.

## Carrière
Keri Hilson schrijft muziek voor artiesten sinds 2001. Ze schreef voor onder meer Britney Spears, Toni Braxton, Mary J. Blige, Usher, Pussycat Dolls, Diddy, Kelly Rowland en Timbaland. Op veel van de door haar geschreven nummers neemt Hilson ook de achtergrondzang voor haar rekening. Een voorbeeld is het nummer "Wait a Minute" van de Pussycat Dolls en Timbaland.
Tot 2004 bleef Hilson achter de schermen werkzaam als schrijfster en achtergrondzangeres, tot ze meezong op de single Hey Now (Mean Muggin) van Xzibit. Ze deed haar eerste optreden tijdens de MTV Europe Music Awards in 2004 waar ze dit nummer ten gehore bracht samen met Xzibit.
In 2006 verscheen Hilson opnieuw in de muziekwereld als cameo in de videoclip van het nummer Promiscuous van Nelly Furtado. Vanaf dat moment was Hilson lid van het label van Timbaland, Mosley Music Group. Datzelfde jaar was Hilson te horen op de single Help van Lloyd Banks. Ook is ze te horen op verschillende nummers van het album Timbaland Presents Shock Value van Timbaland, waaronder de singles The Way I Are en Scream.
Vanaf 2007 werkte ze aan haar debuutalbum In a Perfect World... , met Timbaland en Polow da Don als executive producers. Energy werd uitgebracht als leadsingle maar kon geen potten breken in de Verenigde Staten. In september 2008 maakte ze bekend dat Turnin' Me On met Lil Wayne de tweede single zou worden. In diezelfde maand werd bekend dat Return the Favor', geproduceerd door - en met Timbaland, ook op 8 oktober 2008 uitgebracht zou worden, net als Turnin' Me On. Op de dag zelf was echter alleen Return the Favor beschikbaar als download. Begin november werd bekend dat Hilson een videoclip voor Turnin' Me On aan het opnemen was en dat deze op 18 november 2008 uitgebracht zou worden. Met deze single brak de zangeres in de Verenigde Staten definitief door als soloartieste, ze bereikte de 21ste plaats in de Amerikaanse Billboard Hot 100. De release van haar album was oorspronkelijk begin 2008 maar werd uitgesteld naar begin 2009.
Keri Hilson is ook vaak te horen als gastartieste: zo was ze te horen op Nas' Hero, op Superhuman, een single van Chris Brown en Kardinal Offishalls Number One (Tide is High). Ook was ze te zien in de videoclips van Ushers Love in this Club en Ne-Yo's Miss Independent.

## Discografie

### Albums
| Album met eventuele hitnotering(en) in de Nederlandse Album Top 100 | Datum van verschijnen | Datum van binnenkomst | Hoogste positie | Aantal weken | Opmerkingen |
| ------------------------------------------------------------------- | --------------------- | --------------------- | --------------- | ------------ | ----------- |
| In a perfect world...                                               | 2009                  | -                     |                 |              |             |
| No Boys Allowed                                                     | 2010                  | -                     |                 |              |             |

### Singles
| Single met eventuele hitnotering(en) in de Nederlandse Top 40 | Datum van verschijnen | Datum van binnenkomst | Hoogste positie | Aantal weken | Opmerkingen                                                        |
| ------------------------------------------------------------- | --------------------- | --------------------- | --------------- | ------------ | ------------------------------------------------------------------ |
| The way I are                                                 | 2007                  | 28-07-2007            | 3               | 18           | met Timbaland & D.O.E. / Nr. 4 in de Single Top 100                |
| Scream                                                        | 2008                  | 22-03-2008            | 13              | 9            | met Timbaland & Nicole Scherzinger / Nr. 16 in de Single Top 100   |
| Knock you down                                                | 2009                  | 25-07-2009            | 8               | 12           | met Kanye West & Ne-Yo / Nr. 24 in de Single Top 100 / Alarmschijf |
| Got your back                                                 | 2010                  | 11-09-2010            | tip11           | -            | met T.I. / Nr. 81 in de Single Top 100                             |
| Lose control                                                  | 05-09-2011            | 29-10-2011            | 20              | 7            | met Nelly / Nr. 50 in de Single Top 100                            |

| Single met hitnotering(en) in de Vlaamse Ultratop 50 | Datum van verschijnen | Datum van binnenkomst | Hoogste positie | Aantal weken | Opmerkingen                        |
| ---------------------------------------------------- | --------------------- | --------------------- | --------------- | ------------ | ---------------------------------- |
| The way I are                                        | 2007                  | 04-08-2007            | 2               | 28           | met Timbaland & D.O.E.             |
| Scream                                               | 2008                  | 05-04-2008            | 15              | 12           | met Timbaland & Nicole Scherzinger |
| Superhuman                                           | 2008                  | 03-01-2009            | tip19           | -            | met Chris Brown                    |
| Return the favor                                     | 2009                  | 02-05-2009            | tip6            | -            | met Timbaland                      |
| Knock you down                                       | 2009                  | 22-08-2009            | 49              | 1            | met Kanye West & Ne-Yo             |
| I like                                               | 2010                  | 13-03-2010            | 37              | 2            |                                    |
| Got your back                                        | 2010                  | 11-09-2010            | tip21           | -            | met T.I.                           |
| Lose control                                         | 2011                  | 05-11-2011            | tip94           | -            | met Nelly                          |

### Schrijfkredieten
- 3LW - "Feelin' You"
- 3LW - "Things You Never Hear a Girl Say"
- ATL - "The One"
- Avant - "4 Minutes"
- B5 - "Heartbreak"
- Britney Spears - "Gimme More"
- Britney Spears - "Break the Ice"
- Britney Spears - "Outta This World"
- Britney Spears - "Perfect Lover"
- Chingy - "Let Me Luv U"
- Chris Brown - "Young Love"
- Ciara - "Ooh Baby"
- Crystal Kay - "I'm Not Alone"
- Danity Kane - "Want It"
- Danity Kane - "Right Now"
- Diddy - "After Love"
- Field Mob - "At the Park"
- Jennifer Lopez - "Wrong When Your Gone"
- Keke Palmer - "The Game Song"
- LeToya Luckett - "What Love Can Do"
- Lloyd Banks - "Help"
- Ludacris - "Pimpin All Over the World"

- Ludacris - Runaway Love"
- Mary J. Blige - "Take Me as I Am"
- Mopheadz - Rub Me Up Rite
- Omarion - "Ice Box" (featuring Timbaland)
- Paula Campbell - "Hitlist"
- Pussycat Dolls - "Bite the Dust"
- Pussycat Dolls - "Wait a Minute" (featuring Timbaland)
- Rich Boy - "Good Things"
- Rich Boy - "Lost Girls"
- Ruben Studdard - "Play Our Song"
- Shawn Desman - "Red Hair"
- Tank - "I Love You"
- Tiffany Evans - "About a Boy"
- Timbaland - "The Way I Are" (featuring Keri Hilson, D.O.E. en Sebastian)
- Timbaland - "Miscommunication"
- Timbaland - "Scream" (featuring Keri Hilson en Nicole Scherzinger)
- Timbaland - "Hello"
- Toni Braxton - "Sposed to Be"
- Usher - "Red Light"
- Usher - "Love in This Club, Part II" (featuring Beyoncé en Lil' Wayne)
- Young Twist - "Love for the Game"
- Chris Brown - "Superhuman" (featuring Keri Hilson)
- Keri Hilson - "Knock You Down"  (featuring Kanye West & Ne-Yo)